# Saint-Sauveur-de-Carrouges

Saint-Sauveur-de-Carrouges este o comună în departamentul Orne, Franța. În 1 ianuarie 2022 avea o populație de 239 de locuitori.